# Новогригорівка (Межівська селищна громада)
Новогриго́рівка — село в Україні, у Синельниківському районі Дніпропетровської області. Входить до складу Межівської селищної громади. Населення становить 405 осіб. До 2017 орган місцевого самоврядування — Новогригорівська сільська рада.

## Географія
Село Новогригорівка знаходиться на правому березі річки Бик, вище за течією на відстані 1 км розташоване село Юр'ївка, на протилежному березі — село Водолазьке.

## Історія
Східна частина села означена на мапах 19 сторіччя назвою Петрівка. За даними 1859 року Петрівка була панським селом. 21 подвірь, 99 мешканців
Село Новогригорівка було засновано в 1920 році. Його поселенцями були жителі з села Петропавлівка. Ініціатором і керівником поселенців був Ковтун С. С. Скликали сходку і вирішили назвати село Новогригорівкою. Перший тракторист Йосип Яковлєв проїхав вулицями села на тракторі «Фордзон».
В 1929 році ТЗОЗи «Спільна праця», «Хлібороб», імені Шевченка об'єдналися в одне колективне господарство. Новогригорівці назвали свій колгосп імені Леніна. Він налічував п'ять бригад. В 1931 році була збудована нова школа. Уже перед війною колгосп мав 8 тракторів, 6 молотарок інші сільськогосподарські машини, водокачку, млин, вантажних автомашин, велике поголів'я коней, волів. Своїми рисаками колгосп славився на всю Дніпропетровщину.
Віроломний напад нацистських окупантів перервав працю трудівників села. Чоловіки пішли на фронт, жінки, дівчата, навіть підлітки працювали на оборонних роботах — рили протитанкові окопи, машини, коней віддали фронту. Не скорилося моє село чужинцям. Воно боролося, било ворога на смерть. Про тісні зв'язки місцевого населення з народними месниками стало відомо нацистам. Вони вирішили розправитись з нескореними жителями села. У ніч на 23 лютого 1943 року о другій годині ночі нацисти вдерлися у Новогригорівку. Почалася розправа. Палають хати, тужний плач розлігся над колишньою Новогригорівкою. 77 новогригорівців загинули тієї кривавої ночі від рук нацистів. Нацисти заподіяли селу величезні збитки. З 200 подвір'їв у селі Новогригорівка нацисти спалили 197, у хуторі Водолазькому з 96 — 79 і в хуторі Світловка відповідно 32 — 30.
Після визволення село оживало. Відновила роботу сільська Рада, було обрано правління колгоспу. Треба було дбати про врожай наступного року. Держава подала їм велику допомогу посівним зерном. Впрягли колгоспники в сівалки уцілілих корівчин і засіяли озимий клин… Славною була і повоєнна історія Новогригорівки. Колгосп Леніна завжди мав високі виробничі показники. Зерно, молоко, м'ясо — ось фундамент на який спирався добробут наших односельців. Самопожертва і самовіддана праця зробили село мальовничим острівцем в Україні. Але на жаль за розквітом прийшов занепад. Недолугі реформи, відсутність ефективних господарів, занепад сільського господарства розвалили могутнє господарство. На його землях десятки дрібних землевласників намагаються бути ефективними господарями.
12 червня 2020 року, відповідно до розпорядження Кабінету Міністрів України № 709-р від «Про визначення адміністративних центрів та затвердження територій територіальних громад Дніпропетровської області», увійшло до складу Межівської селищної громади.
19 липня 2020 року, в результаті адміністративно-територіальної реформи і ліквідації Межівського району, село увійшло до складу новоутвореного Синельниківського району.

## Населення
Згідно з переписом УРСР 1989 року чисельність наявного населення села становила 397 осіб, з яких 173 чоловіки та 224 жінки.
За переписом населення України 2001 року в селі мешкали 404 особи.

### Мова
Розподіл населення за рідною мовою за даними перепису 2001 року:
| Мова       | Відсоток |
| ---------- | -------- |
| українська | 98,02 %  |
| російська  | 1,98 %   |

## Уродженці
- Белюженко Віталій Степанович (* 1940) — радянський спецпризначенець, Герой Радянського Союзу.